# Maksimirstadion
Maksimirstadion (kroatiska: Stadion Maksimir) är en fotbollsanläggning i Zagreb i Kroatien. Stadion är Kroatiens nationalarena i fotboll och ligger i stadsdelen Maksimir. Maksimirstadion är även hemmaarena för NK Dinamo Zagreb och NK Lokomotiva Zagreb. 